# كو يو هان
كو يو هان (بالكورية: 고요한)‏ (و. 1988  م) هو لاعب كرة قدم، من كوريا الجنوبية، يلعب كقلب دفاع.

## مسيرته الكروية
لعب كو يو هان خلال مسيرته الاحترافية مع نادِ واحدٍ في 13 موسمًا وسجل خلالها 31 هدفًا ضمن 303 مباراة. حيث فاز في موسم واحدًا بالكأس و3 مواسم بالدوري.
خاض كو يو هان مسيرته مع نادي سول في موسم 2007 ليلعب معه ثلاثة عشر موسمًا، مشاركًا في 303 مباراة سجل خلالها 31 هدفًا.

## روابط خارجية
- كو يو هان على موقع الاتحاد الدولي (مؤرشف)  (الإنجليزية)
- كو يو هان على موقع دوري كوريا الجنوبية (الإنجليزية)
- كو يو هان على موقع قاعدة بيانات كرة القدم.إي يو (الإنجليزية)
- كو يو هان على موقع ناشيونال فوتبول تيمز (الإنجليزية)
- كو يو هان على موقع Soccerway.com (الإنجليزية)